# 1960年夏季奧林匹克運動會摔跤比賽
1960年夏季奥林匹克运动会摔跤比赛于8月26日至9月6日在意大利罗马马克森提乌斯和君士坦丁巴西利卡举行，比赛共分为16个男子小项，古典式和自由式各8个。

## 奖牌得主

### 古典式
| 项目     | 金牌                                    | 银牌                                      | 铜牌                                  |
| 蝇量级   | 杜米特鲁·珀尔武列斯库 · 罗马尼亚（ROU） | Osman El-Sayed · 埃及（EGY）              | Mohammad Paziraei · 伊朗（IRI）       |
| 雏量级   | Oleg Karavayev · 苏联（URS）            | 扬·切尔内亚 · 罗马尼亚（ROU）             | Dinko Petrov · 保加利亚（BUL）        |
| 次轻量级 | 米扎希尔·西尔莱 · 土耳其（TUR）         | 波亚克·伊姆赖 · 匈牙利（HUN）             | Konstantin Vyrupayev · 苏联（URS）    |
| 轻量级   | Avtandil Koridze · 苏联（URS）          | 布拉尼斯拉夫·马丁诺维奇 · 南斯拉夫（YUG） | 古斯塔夫·弗赖 · 瑞典（SWE）           |
| 次中量级 | 米特哈特·巴伊拉克 · 土耳其（TUR）       | 金特·马里奇尼格 · 德国联队（EUA）         | René Schiermeyer · 法国（FRA）        |
| 中量级   | 迪米特尔·多布雷夫 · 保加利亚（BUL）     | 洛塔尔·梅茨 · 德国联队（EUA）             | 扬·策拉努 · 罗马尼亚（ROU）           |
| 次重量级 | 陶菲克·克什 · 土耳其（TUR）             | Krali Bimbalov · 保加利亚（BUL）          | Givi Kartoziya · 苏联（URS）          |
| 重量级   | Ivan Bogdan · 苏联（URS）               | 维尔弗里德·迪特里希 · 德国联队（EUA）     | 博胡米尔·库巴特 · 捷克斯洛伐克（TCH） |

### 自由式
| 项目     | 金牌                                  | 银牌                             | 铜牌                                  |
| 蝇量级   | 艾哈迈德·比莱克 · 土耳其（TUR）       | 松原正之 · 日本（JPN）           | Ebrahim Seifpour · 伊朗（IRI）        |
| 雏量级   | 特伦斯·麦卡恩 · 美国（USA）           | Nezhdet Zalev · 保加利亚（BUL）  | 塔德乌什·特罗扬诺夫斯基 · 波兰（POL） |
| 次轻量级 | 穆斯塔法·达厄斯坦勒 · 土耳其（TUR）   | Stancho Kolev · 保加利亚（BUL）  | Vladimir Rubashvili · 苏联（URS）     |
| 轻量级   | 谢尔比·威尔逊 · 美国（USA）           | Vladimir Synyavsky · 苏联（URS） | Enyu Valchev · 保加利亚（BUL）        |
| 次中量级 | Douglas Blubaugh · 美国（USA）        | 伊斯梅尔·奥甘 · 土耳其（TUR）    | Muhammad Bashir · 巴基斯坦（PAK）     |
| 中量级   | 哈桑·京格尔 · 土耳其（TUR）           | Georgy Skhirtladze · 苏联（URS） | 汉斯·安东松 · 瑞典（SWE）             |
| 次重量级 | 伊斯梅特·阿特勒 · 土耳其（TUR）       | Gholamreza Takhti · 伊朗（IRI）  | Anatoli Albul · 苏联（URS）           |
| 重量级   | 维尔弗里德·迪特里希 · 德国联队（EUA） | 哈米德·卡普兰 · 土耳其（TUR）    | Savkuds Dzarasov · 苏联（URS）        |

## 参赛国家和地区
本赛共有来自46个国家和地区的324名运动员参加：
- 阿富汗（7）
- 阿根廷（3）
- （9）
- 奥地利（7）
- 比利时（5）
- 保加利亚（16）
- 捷克斯洛伐克（5）
- 丹麦（4）
- 埃及（4）
- 芬兰（14）
- 法国（9）
- 德国联队（15）
- 英国（6）
- 希腊（3）
- 匈牙利（10）
- 印度（5）
- 伊拉克（1）
- 爱尔兰（4）
- 意大利（16）
- 日本（16）
- 韩国（4）
- 黎巴嫩（6）
- 卢森堡（4）
- 墨西哥（4）
- 摩洛哥（5）
- 荷兰（3）
- 新西兰（1）
- 挪威（4）
- 巴基斯坦（7）
- 巴拿马（1）
- 波兰（12）
- 葡萄牙（3）
- 罗马尼亚（7）
- 苏联（16）
- 西班牙（4）
- 瑞典（12）
- 瑞士（12）
- 土耳其（16）
- 美国（16）
- 委内瑞拉（2）
- 南斯拉夫（5）[2]